# NGC 5227
NGC 5227 (również PGC 47915 lub UGC 8566) – galaktyka spiralna z poprzeczką (SBb), znajdująca się w gwiazdozbiorze Panny. Odkrył ją William Herschel 13 maja 1793 roku. Jest to galaktyka Seyferta typu 2.